# Natalija Kisełowa
Natalija Wasilewa Kisełowa, bułg. Наталия Василева Киселова (ur. 19 czerwca 1977 w Kazanłyku) – bułgarska prawniczka, nauczycielka akademicka i polityk, deputowana, od 2024 przewodnicząca Zgromadzenia Narodowego.

## Życiorys
W 2002 ukończyła prawo na Uniwersytecie Sofijskim im. św. Klemensa z Ochrydy. Odbyła następnie studia doktoranckie, w 2007 doktoryzowała się na podstawie pracy poświęconej kontroli parlamentarnej. Została wykładowczynią na wydziale prawa macierzystej uczelni, a także w Akademii Ministerstwa Spraw Wewnętrznych w Sofii. Autorka publikacji z zakresu prawa konstytucyjnego i administracyjnego. W latach 2011–2012 pełniła funkcję sekretarza naukowego wydziału prawa sofijskiego uniwersytetu. Była również ekspertką w radzie legislacyjnej. Pracowała też w administracji prezydenta Rosena Plewneliewa jako doradca ds. prawnych (2012–2016) oraz sekretarz ds. prawnych (2016–2017).
W wyborach z października 2024 z rekomendacji Bułgarskiej Partii Socjalistycznej uzyskała mandat posłanki do Zgromadzenia Narodowego. 6 grudnia 2024 została wybrana na funkcję przewodniczącego bułgarskiego parlamentu 51. kadencji; do wyboru doszło po dziesięciu nieudanych próbach wyłonienia nowego przewodniczącego.